# The Ramanujan Journal
The Ramanujan Journal es una revista científica revisada por pares que cubre todas las áreas de las matemáticas, especialmente aquellas influidas por los trabajos del matemático indio Srinivasa Ramanujan. Se fundó en 1997 y es publicada por Springer Science+Business Media. Según los informes de citas, la revista registró un factor de impacto de 0,563 en 2015.